# 全国納豆協同組合連合会
全国納豆協同組合連合会（ぜんこくなっとうきょうどうくみあいれんごうかい）は全国納豆工業組合協会（全納協）を前身とする納豆製造業者による全国的な業界団体であり、全国に200社を越える会員所属企業を抱える。略称は納豆連（なっとうれん）。以前は略称を全納連としていたが、2013年に納豆連に変更された。

## 概要
インターネット上でも納豆PRセンターを通して納豆の調理法や、納豆の健康効果等、納豆に関する様々な情報を広く提供する事業を行っている。一時期は所属企業が300社を超えたこともあったが、2006年（平成18年）の原油価格高騰にともない多くの業者が廃業し、現在は300社を割り込んでいる。
納豆の日本一を決定する全国納豆鑑評会を主催していることでも有名である。

## 歴史
- 1939年（昭和14年） - この頃より各県で納豆組合ができ始める。
- 1941年（昭和16年） - それらの納豆組合が集まって全国納豆工業組合協会を設立する。
- 1954年（昭和29年）4月 - 中小企業等協同組合法に基づき、各協同組合からなる協同組合連合会とし、同時に全国納豆協同組合連合会と改称する。

## 全国納豆鑑評会
1996年（平成8年）より毎年2月中頃、1年に一度納豆連が主催している行事で納豆の日本一を決定する鑑評会。1995年に一度開催されたが、体制を整備した上で翌年を第一回として開催されている。加盟する全国の納豆製造業者が、1社につき最大4製品（1部門1製品）、市販している自社製納豆を出展し、その中から納豆日本一を決定する。
一番の栄誉とされる最優秀賞の他に優秀賞等が設けられている。優秀賞等が大粒・中粒部門、小粒・極小粒部門、ひきわり大豆部門のように分けられている点は納豆が粒の大きさによって個人の好みの差の生じる事の多い食品であることを反映している。2011年（平成23年）からアメリカ大豆部門が新設された。

## 納親会
1975年（昭和50年）設立。納豆連は納豆製造業者だけの組織であるが、納親会は納豆の製造に関わる様々な企業が加盟する。納豆製造業者とそれに関わる業者との橋渡し的存在となる組織である。製造機器メーカー、容器メーカーの他、カラシメーカーや、タレメーカー等が加盟する。加盟には納豆連所属企業との取引業者である事の他に、納親会会員の推薦を条件としている。

## ナットウエンジェル
ナットウエンジェルは、日本の女性アイドルグループ「AKB48」の派生ユニットの一つ。全国納豆協同組合連合会からの要請で結成されたユニットで、ホリプロ所属のメンバーによって構成される。
全国納豆協同組合連合会の要請を受け「納豆」を盛り上げるため、AKB48総合プロデューサー秋元康により2009年7月にユニットが結成された。全国納豆協同組合連合会2009年「納豆の日」記念ソング「ナットウエンジェル」を発表。同曲はスーパー店頭で拡販用に流される一方で、2009年8月5日からはdwango.jp（ドワンゴ）にて着うたとしても配信が開始された。2009年8月22日、23日に日本武道館にて行われた『AKB104選抜メンバー組閣祭り』にてCDが限定発売された。

### メンバー
- ナットウエンジェル1号 宮崎美穂
- ナットウエンジェル2号 板野友美
- ナットウエンジェル3号 河西智美

### 作品

#### シングル
- ナットウエンジェル（2009年8月22日、ホリプロ）

## ナットウエンジェルZ
ナットウエンジェルZは、「ナットウエンジェル」の後続ユニット。宮崎美穂を除くメンバーを入れ替えて結成された4人組ユニットである。
2010年7月にユニットが結成され、同年7月5日、AKB48劇場にて「ナットウマン」を発表した。同年7月7日より着うた配信開始。2010年7月10日、11日に代々木第一体育館にて行われた『AKB48 コンサート「サプライズはありません」』、8月24日に赤坂BLITZにて行われたホリプロ所属アイドルのイベントにてCDが限定発売された。
2013年8月のイベントでは仁藤に代わって山内鈴蘭が加わり、「ナットウマン」を披露した。

### メンバー
- ナットウエンジェルZ1号 宮崎美穂
- ナットウエンジェルZ2号 仁藤萌乃
- ナットウエンジェルZ3号 佐藤すみれ
- ナットウエンジェルZ4号 石田晴香

### 作品

#### シングル
- ナットウマン（2010年7月10日、NATT-1004）- ホリプロ。

### 書籍

#### 写真集
- ナットウエンジェルZ 2011年カレンダー（2010年9月30日、ハゴロモ）